# Josh Files
Joshua Luke Files (Norwich, 9 januari 1991) is een Brits autocoureur die bekend is van het winnen van de Eurocup Clio en de Britse Renault Clio Cup in 2013.

## Carrière
Files begon zijn autosportcarrière in 2009 in de Thoroughbred Sports Cars en bleef hier actief tot 2010, het jaar dat hij kampioen werd in deze klasse. In 2011 stapte hij over naar de Britse Renault Clio Cup, waarbij hij zevende werd in zijn debuutseizoen. In 2012 stond hij vier keer op pole position in deze klasse en verbeterde zichzelf naar de zesde plaats in de eindstand. In 2013 behaalde hij vijf pole positions en twee overwinningen op het Croft Circuit en het Snetterton Motor Racing Circuit, waarmee hij het kampioenschap op zijn naam schreef. Dat jaar nam hij ook deel aan de Eurocup Clio als onderdeel van de World Series by Renault, waar hij vier keer op pole position stond en vier races won op het Autodromo Enzo e Dino Ferrari, het Circuit de Barcelona-Catalunya (tweemaal) en het Motorland Aragón en won hiermee ook dit kampioenschap. In 2014 bleef hij rijden in de Eurocup Clio en werd achtste na de tweede helft van het seizoen te hebben gemist. Daarnaast reed hij als gastrijder in de Britse Porsche Carrera Cup en werd vijfde en vierde op Silverstone.
In 2015 nam Files deel aan de Italiaanse Clio Cup en werd derde in de eindstand met overwinningen op het Autodromo Enzo e Dino Ferrari, de Red Bull Ring en de Adria International Raceway. Aan het eind van dat seizoen maakte hij zijn debuut in de TCR International Series in een Opel Astra OPC voor het team Campos Racing tijdens het laatste raceweekend op het Circuito da Guia. In de eerste race eindigde hij als dertiende, maar in de tweede race viel hij uit, wat resulteerde in een 51e plaats in de eindstand.